# No Plan (мини-альбом)
No Plan — посмертный мини-альбом британского музыканта Дэвида Боуи, представлен 8 января 2017 года, на 70-ю годовщину со дня рождения музыканта.
Мини-альбом состоит из ранее представленной композиции «Lazarus», а также 3 песен, которые были записаны во время сессий последнего альбома музыканта Blackstar, однако так и не попали на пластинку: «Killing a Little Time», «When I Met You» и «No Plan». За день до релиза, 7 января, было представлено музыкальное видео на композицию «No Plan» и документальный фильм о музыканте от ВВС «Последние 5 лет».

## Список композиций
Слова и музыка всех песен — Дэвид Боуи.
| №                   | Название                | Длительность |
| ------------------- | ----------------------- | ------------ |
| 1.                  | «Lazarus»               | 6:24         |
| 2.                  | «No Plan»               | 3:40         |
| 3.                  | «Killing a Little Time» | 3:46         |
| 4.                  | «When I Met You»        | 4:09         |
| Общая длительность: | Общая длительность:     | 17:59        |